# Isola Navassa
L'isola di Navassa (Navassa Island in inglese, La Navasse in francese, Lanavaz o Lavash in creolo haitiano) è una piccola isola disabitata (di circa 5 km²) nel mar dei Caraibi, che dipende dalla base militare statunitense di Guantánamo (situata a circa 160 km a nord dell'isola di Navassa). In francese "navasse" significa "barcaccia".

## Storia

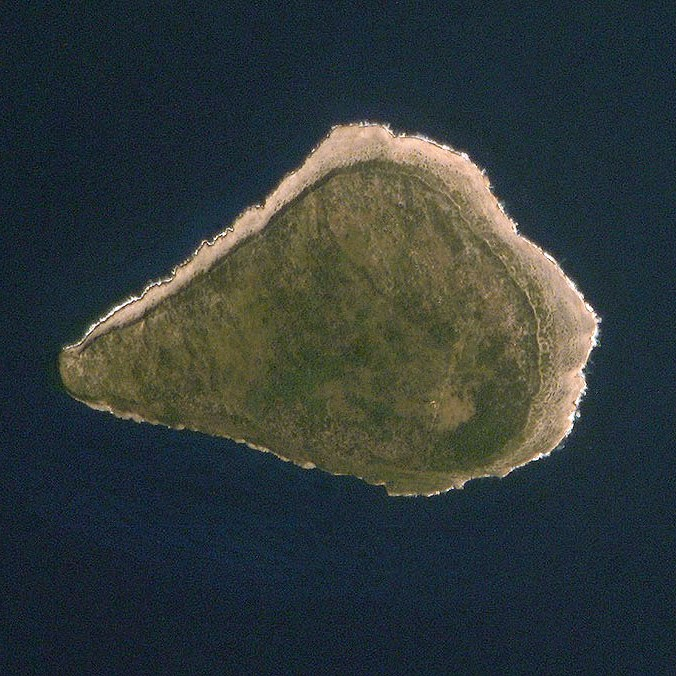
L'isola Navassa.

L'isola (originariamente chiamata "Navaza') fu scoperta nel 1504 da Diego Méndez de Segura, il braccio destro di Cristoforo Colombo, durante un viaggio verso Hispaniola. A metà del XVII secolo, era divenuta un approdo sicuro, seppur di secondaria importanza, dei pirati caraibici.
Navassa fu rivendicata inizialmente dagli Stati Uniti nel 1857 per le sue importanti riserve di guano. Attività organizzate di raccolta del guano ebbero luogo tra il 1865 ed il 1898; durante tale periodo avvennero diversi episodi di violenza, perpetrati dagli agenti delle società commerciali statunitensi a danno dei carcerati e delle diverse centinaia di operai di colore portati sull'isola ed impegnati nella raccolta di guano. I brutali maltrattamenti degli operai (compresi pestaggi, torture ed uccisioni), trattati come schiavi nonostante la già avvenuta abolizione della schiavitù, diedero infine luogo ad una violenta rivolta di questi ultimi, che all'inizio del 1889 uccisero 15 agenti commerciali a colpi di arma bianca, decapitandoli e mutilandoli; la U.S. Navy e la Guardia Costiera statunitense ripresero quindi il controllo dell'isola, ed arrestarono 41 rivoltosi (40 neri ed 1 indiano), che vennero processati poi a Baltimora. I rappresentanti della Baltimore Fertilizer Company e della Navassa Phosphate Company, principali responsabili per le atrocità commesse sull'isola dai propri agenti commerciali, negarono (mentendo) che i maltrattamenti e le torture contro gli operai avessero mai avuto luogo; molti di questi vennero quindi condannati alla pena di morte, poi commutata in ergastolo. Nel 1898, anche in collegamento al peggiorato quadro geopolitico legato alla guerra ispano-americana (i cui teatri operativi si trovavano nella stessa zona), le operazioni di raccolta del guano ebbero termine, e l'isola fu di fatto abbandonata.
Un faro alto 46 metri, costruito nel 1917, automatizzato nel 1924 (dopo che il guardiano del faro, unico abitante dell'isola, fu ritrovato impazzito nel 1923) e definitivamente chiuso nel 1996, fu inizialmente gestito dalla Guardia costiera statunitense per facilitare la navigazione nelle acque circostanti; acque pericolose e frequentemente attraversate dalle navi dirette o provenienti da Panama.
Alla chiusura del faro, la Guardia costiera passò poi la gestione dell'isola e delle sue strutture al Dipartimento degli interni. Nel 1998 una spedizione scientifica confermò l'importanza dell'isola di Navassa come importante riserva caraibica di biodiversità; nel 1999 venne quindi trasformata in area ambientale protetta, ed ulteriormente studiata da successive spedizioni di ricerca ambientale.
Il governo degli Stati Uniti la classifica quale proprio territorio non incorporato (non suddiviso in municipalità), e l'amministra attraverso il Servizio della pesca e della fauna selvatica degli Stati Uniti.
L'isola è rivendicata da Haiti in base al Trattato di Rijswijk del 1697 tra Francia e Spagna, dall'uomo di affari californiano Bill Warren (il quale avanza pretese in virtù del Guano Islands Act), ed inoltre da Cuba che, come per la base navale di Guantánamo, la reputa territorio cubano occupato da una nazione straniera.

## Geografia
L'isola si trova nel mar dei Caraibi, 160 km a sud di Cuba e circa 55 km a ovest di Haiti (18° 25' N 75° 02' O).
Ha un'estensione di 5,4 km², con una linea costiera di 8 km. Il terreno è irregolare, ed è composto da rocce e coralli esposti; sono presenti alcune ampie aree erbose, ed una vegetazione costituita prevalentemente da fichi e cactus. L'isola è sostanzialmente piatta, con piccoli rilievi di 10-15 metri ed un picco di 77 metri in prossimità del faro. Il clima è tropicale.
A livello di risorse ambientali, oltre alle riserve di guano (in parte già ampiamente sfruttate), risultano importanti le riserve ittiche: le acque circostanti dell'isola sono infatti particolarmente pescose.
Navassa, oltre al faro, ospita anche una piccola stazione radiotelegrafica (usata saltuariamente nel corso degli anni da appassionati radioamatori statunitensi) e viene occasionalmente utilizzata come punto d'approdo da gruppi di pescatori haitiani.

L'Isola Navassa si trova a ovest di Haiti, a sud di Cuba, ad est della Giamaica. Questa mappa mostra la rivendicazione degli Stati Uniti d'America sull'isola.